# Бутан
Бутан (џон. འབྲུག་ཡུལ་), званично Краљевина Бутанⓘ (џон. འབྲུག་རྒྱལ་ཁབ་) континентална је планинска држава у јужној Азији смештена на источном ободу Хималаја. На северу се граничи са Кином док је са истока, запада и југа окружена Индијом.
Независност Бутана трајала је вековима и никада није био колонизован у својој историји. Смештен на древном путу свиле између Тибета, Индијског потконтинента и југоисточне Азије, Бутан је градио посебан национални идентитет заснован на будизму. Бутан је био подељен на низ независних територија до 17. века када их је ујединио Шабдрунг Нгаванг Намгјал. Након грађанског рата у 19. веку, династија Вангчука поново је ујединила земљу и успоставила односе са Британским царством. Након деколонизације Индије, Бутан је подстицао стратешко партнерство са овом државом. Бутан је 2008. године прешао из апсолутне у уставну монархију и одржао прве изборе за Народну скупштину Бутана.
Влада предузима мере за очување националне културе, традиције, идентитета и природе кроз концепт Бруто националне среће. По истраживању магазина Businessweek из 2006. године, становници Бутана су најсрећнији становници у Азији и осми по реду на свету.
Бутанов пејзаж варира од суптропских равница на југу до високих Хималаја на северу, које на неким местима прелазе и 7.000 m надморске висине. Према подацима из 2014. у Бутану живи 747.830 становника. Државна религија у Бутану је Вађрајана будизам. Већина становништва су будисти, а друга по величини религија је хиндуизам. Главни град је Тимбу. Укупна површина државе је 38.394 km².
Бутан је члан Уједињених нација и Јужноазијског удружења за међународну сарадњу. Члан је и Покрета несврстаних од 1973. године.

## Етимологија
Име „Бутан“ вероватно потиче од санскритске речи „Bhu-Utthan" што значи „планински регион“. Постоји и друга теорија која каже да име земље потиче од санскритске речи „Bhoṭa-anta", што у буквалном преводу значи крај „Тибета“, што има смисла, јер је Бутан одмах на јужној страни Тибета.
У историјским изворима Бутан се помиње под различитим именима, као што су „Lho Mon" (тамна јужна земља), „Lho Tsendenjong" (јужна земља чемпреса), „Lhomen Khazhi" (јужна земља од четири прелаза) и „Lho Men Jong" (јужна земља лековитог биља).

## Географија

### Положај
Бутан се налази на јужним падинама источних Хималаја и нема излаз на море. Окружује га кинеске Аутономне регије Тибет на северу, индијске државе Сиким, Западни Бенгал и Асам на западу и југу и индијска држава Аруначал Прадеш на истоку.  Површина државе износи 47.000 km². Углавном састоји од стрмих и високих планина испресецаних мрежом брзих река које формирају дубоке долине пре него што се уливају у индијске равнице. Надморска висина се пење од 200 м у јужном делу Бутана до више од 7.000 м на северу. Ова велика географска разноликост у комбинацији са подједнако разноликим климатским условима доприноси изузетном спектру биодиверзитета и екосистема Бутана.
Бутан се налази између Индије и Кине. Тренутно већи политички утицај у народу имају Индијци. Један од разлога је чињеница да након осамостаљења Индије од Британије, Бутан никада није био стављен под управом Индије, осим спољне политике што је дефинисано уговором из 1949]]. године. Индија је одиграла важну улогу у развоју инфраструктуре, а поред тога влада Индије наставља да обезбеђује око 60% владиних финансија Бутана. Бутан и Индија потписале су 2007. године нови споразум који је дозволио Бутану да има контролу над својим спошљшњим односима. Он је заменио споразум потписан 1949. године.
Један од разлога за слабије веза са Кином је агресије Кине на Тибет у периоду од 1949. до 1959. године. Тибетанци имају јаке културне, историјске и верске везе са Бутаном. Бутан контролише неколико стратешких хималајских превоја, укључујући путеве између кинеске аутономне области Тибета и индијске државе Асама. Ови путеви, који су једини пут до краљевства, заједно са вековном политиком изолације, довели су до тога да Бутан добије надимак Планинска тврђава богова. Иако су Британци успоставили протекторат над Бутаном и заузели његове долине, никада нису извршили успешну инвазију на планинску унутрашњост.

### Рељеф
Већина врхова на северу земље прелази 7.000 m. Највећи врх у Бутану је Гангкхар Пуенсум који је висок 7.570 m. Најнижа тачка од 98 m се налази на југу, у долини реке Манас која тече кроз Бутан и Индију.
Црне планине у централном делу Бутана се налазе између два главна речна система:Мо Чуа и Манаса. Врхови на Црним планинама се крећу од 1.500 до 4.925 m, а брзе реке су исклесале дубоке клисуре у нижим планинским областима. У вишим пределима источних Хималаја углавном се налазе четинарске шуме, док у нижим пределима источних Хималаја преовлађују тропске листопадне шуме. Најважније реке су Торса, Раидак, Санкош и Манас. Већина становништва живи у централним висоравнима.
На југу, планине Шивалик су прекривене густим тропским листопадним шумама, равничарским алувијалним долинама и врховима од око 1.500 m. Ту је смештена и низија Дуарс која се већи делом налази у Индији, док се мањи део од 10 до 15 km налази у Бутану. Бутански Дуарс је подељен на два дела:северни и јужни Дуарс. Северни се наслања на подножје Хималаја и има нераван терен, порозно земљиште са густом вегетацијом и великим бројем дивљачи. Јужни има умерено плодно тло, густу шуму и слатководне изворе. Устав Бутана прописује да држава мора барем 60% да буде покривена шумом. Тренутно шуме чине 72% земље.
Количина копнених вода у Бутану је веома мала. Највећа количина је у чврстом стању (снег и лед) на врховима високих планина на северу државе. Планинске реке, које се напајају отопљеним снегом или монсунским кишама, уливају се у реку Брамапутра у Индији.

### Клима
Западни Бутан је погођен монсунима који доносе између 60 и 90% падавина у региону. На југу, у равницама клима је влажна и суптропска, док је на северу хладно, а на Хималајима је током целе године снег.
Температуре варирају у зависности од надморске висине. Температура у Тимбу у западном Бутану који се налази на 2.200 m надморске висине, током сезоне монсуна од јуна до септембра крећу се у распону од 15 до 26 °C, али у јануару температуре могу пасти између -4 и -16 °C. Већина централног дела земље има умерену климу током целе године. На југу је топло са температуром у распону између 15 и 30 °C, а могу достићи и 40 °C током лета.
Годишња количина падавина је различита. На северу има само око 40 мм годишњих падавина, пре свега снега. У умереним централним регионима годишњи просек је око 1.000 мм, а на влажном троспком југу количина падавина износи 7.800 мм.
Бутан одликује суво пролеће које почиње почетком марта и траје до средине априла. Летње време почиње средином априла и траје до краја јуна када почиње период монсуна са великим кишама и траје до септембра. Монсун доноси јаке кише, високу влажност, поплаве, клизишта и велики број облачних дана. Јесен почиње од краја септембра или почетком октобра и траје до краја новембра. Одликује се сунчаним данима, повременом кишом и раним снегом на већим надморским висинама. Од почетка новембра до марта је зима коју одликује мраз и снег у већем делу земље.

### Флора и фауна
Више од 5.400 врста биљака налази се у Бутану, укључујући врсту Pedicularis cacuminidenta која расте само на овом подручју. Гљиве чине кључни део бутанског екосистема, при чему микоризне врсте обезбеђују шумском дрвећу минералне хранљиве материје неопходне за раст, а врсте које пропадају и разлажу се играју важну улогу у природној рециклажи.
Бутан има веома специфичан и шаролик живи свет са ретким врстама као што је златни мајмун. Забележена је посебна врста асамског макакија који се зове аруначалски макаки.
Бенгалски тигар, облачасти леопард, зец и медвед уснаш живе у тропским низијама и шумама тврдог дрвета на југу земље. У умереном појасу, у мешовитим шумама четинара и лишћара живе сиви мајмун, тигар, горал и Serow (врста сисара слична јарцу или антилопи). Дрвеће воћа и бамбуса представљају станиште хималајског црног медведа, црвене панде, веверице, самбара, дивље свиње и мунтјака (врста јелена). У стаништима великог хималајског ланца на северу земље живе снежни леопард, плава овца, мрмот, тибетански вук, антилопа, хималајски мошусни јелен и такин, национална животиња Бутана. У малом броју се у јужном Бутану јавља угрожени дивљи водени биво.
У Бутану је забележено више од 770 врста птица. Глобално угрожена белокрила патка додата је 2006. године на листу птица Бутана.

### Национални паркови
Око 42% Бутана је проглашено за националне паркове, резервате природе  и резервате за дивље животиње, а сви су повезани мрежом биолошких коридора. Већина ових заштићених подручја је први пут проглашена шездесетих година прошлог века, првобитно покривајући већину северних и јужних области Бутана.
Листа 10 заштићених подручја Бутана:
- Национални парк Џигме Дорџи
- Национални парк Џигме Синге Вангчук
- Краљевски национални парк Манас
- Национални парк стогодишњице династије Вангчук
- Национални парк Пхрумсенгла
- Строги резерват природе Џигме Хесар
- Резерват за животиње Бумделинг
- Резерват за животиње Џомотсангкха
- Резерват за животиње Пхибсу
- Резерват за животиње Сактенг

Поред тога, Краљевска влада одржава:
- Резерват Мотитханг Такин[26]

Приватне организације штите или одржавају следеће области Бутана:
- Долина Пробјикха[27][28]

## Историја

### Рани период
Неолитски алати пронађени у Бутану говоре о томе да су људи живели у региону Хималаја већ најмање 11.000 година. Најранији становници Бутана и околних хималајских области Јужне Азије били су људи из цивилизације долине Инда.
Бутанска рана историја је прожета митологијом и остаје нејасна. Камено оруђе, алати, слонови, и остаци великих камених структура пружају доказе да је регион био насељен већ 2000. године п. н. е. Историчари дају теорије да је држава Ломон (дословно, јужна тама) или Моњул (мрачна земља, референца је на Монпе један од староседелачких тибетанско-бурманских народа Бутана) постојала као држава између 500. п. н. е. и 600. године. Имена Ломон Ценденџонг (јужна држава Мон сандаловине) и Ломон Каши (јужна држава Мон са четири приступа), поменуте су у древним бутанским и тибетанским хроникама, такође могу имати веродостојност, и поједини бутански учењаци су их користили када говоре о својој домовини. Варијације санскритских речи Bhota-ant (крај Боте) или Bhu-uttan (са значењем висораван) историчари су предложили као порекло имена Бутан, које је ушло у уобичајену инострану употребу крајем 19. века, а користи се у Бутану само у званичној преписци на енглеском језику. Традиционално име земље од 17. века било је Друкјул - земља Друкпе, Змајев народ или Земља громовског змаја, што је референца на доминантну будистичку секту у земљи.
Неки научници верују да су током раног историјског периода становници били жестоки планински абориџини, Монпе, који нису имали ни тибетанско, ни монголско порекло, који су касније надвладали северним Бутаном. Народ Моњула је практиковао шаманску религију, која је истицала обожавање природе и постојање добрих и злих духова. Током последњег дела овог периода, историјске легенде говоре да је моћни краљ Моњула напао јужну регију познату као Дуарс, покорио регионе модерног Асама, Западног Бенгала и Бихара у Индији.

### Средњи век
Будизам се први пут појављује у Бутану у 7. веку нове ере. Тибетански краљ Сонгтсен Гампо (владао 627-49), наредио је изградњу два будистичка храма у централном Бутану у граду Бумтангу, као и у регији Паро. Будизам је систематски пропагиран 746. под краљем Синду Раџом, индијским краљем у прогонству, који је успоставио владу у Бумтангу у палати Чакар Гуто.
Један од најранијих записа о догађајима у Бутану је био пролаз будистичког учитеља и касније свеца Падмасамбхаве 747. године. Рана историја Бутана није у потпуности јасна, јер многи записи су уништени у пожару у древном граду Бутана, Пунаки, 1827. године. До 10. века, развој бутанског политичког живота био је под јаким утицајем религије. Различите будистичке подгрупе почеле су да се појављују у Бутану током инвазије Монгола. После пада Монгола у 14. веку, ове подгрупе су се ујединиле у 16. веку у будистичку религијску подгрупу Друкпа.
Бутан је једна од свега неколико земаља које су биле независне током своје историје, никада их није освојила, заузела или њима управљала спољна сила (упркос повременог номиналног вазалског статуса). Иако се спекулише да је постојало Краљевство Камарупа или Тибетанско царство од 7. до 9. века, недостају чврсти докази. Од времена кад постоје јасни историјски извори, Бутан је континуирано и успешно бранио свој суверенитет.

### Нови век
Све до почетка 17. века, Бутан је био подељен на неколико области којима су управљали локални феудалци, који су се касније ујединили под тибетанским ламом и војним лидером Шабдрунг Нгаванг Намгјалом који је на Тибету верски прогањан. Консолидација Бутана догодила се 1616. године када је Нгаванаг Намгјал, победио три тибетанске инвазије, покорио ривалске верске школе, кодификовао Ца Јиг, замршен и свеобухватан систем закона и успоставио се као владар преко система црквених и цивилних администратора.
За борбу против верских противника, он је изградио ланац утврђења, познат као Дзонг и локалним лидерима успоставио централну власт. Многе од ових тврђава су опстале и данас су центар верских и политичких збивања. Око 1627, португалски језуит Естевао Касела и неколико свештеника били су први Европљани који су посетили Бутан у шетњи према Тибету. Тада су се срели са Нгаванг Намгјалом коме су представили барут и телескоп и понудили му помоћ у рату против Тибета, али Нгаванг је ову понуду одбио. После боравка од око осам месеци, Касела је написао писмо у манастиру Чагри-гомпа у којем описује путовање у Бутан. Ово је један од ретких писаних података о Бутану у том периоду.
После смрти Намгјала 1652. године, у Бутану је избио грађански рат. У таквој хаотичној ситуацији, Тибет је уз помоћ Монгола два пута нападао Бутан, 1710. и 1730. године. У оба напада су били поражени и мировни споразум је потписан 1759. године.
У 18. веку, Бутанци су напали и окупирали царство Бехар, које се налазило јужно од Бутана. Године 1772, краљевство Бехар је затражило помоћ од Британско источноиндијске компаније који су им помогли у одбрани од напада, а касније су и напали Бутан 1774. године. Мировним споразумом који је потписан, Бутан је морао да врати окупиране територије и да се врати на границе из 1730. године. После споразума, чарке између Бутана и Британске Индије наставиле су се и у наредих 100 година, што је довело до Бутанског рата (1864–1865), сукоб који је вођен за превласт над Бенгалом. Након годину дана ратовања, потписан је споразум између Британске Индије и Бутана. Бенгал је припојен Британској Индији, а Бутан је добио новац за узврат.
Током седамдесетих година 19. века, моћни ривалитет области Паро и Тонгса довело до новог грађанског рата у земљи, а превласт је остварила област Тонгса на челу са Уген Вангчуком. Из његовог центра у централном Бутану је победио своје политичке непријатеље и ујединио земљу у којој ће у наредном периоду бити још грађанских ратова. Уген Вангчук је 1885. успео да консолидује власт и почео је да ближе сарађује са Британцима на потконтиненту.

### ХХ век
Године 1907, дошло је до значајних промена у држави. Уген Вангчук је једногласно изабран за наследног краља земље од стране скупштине водећих будистичких монаха и утицајних бутанских породица. Крунисан је 17. децембра 1907. године и постављен за шефа државе као Друк Гјалпо (Краљ Змаја). Британска влада признала је 1910. нову бутанску монархију. Краљ Уген и Британци су 1910. године потписали Пунашки уговор којим је предвиђено да се Британска Индија неће мешати у унутрашње ствари Бутана, уколико земља прихвати њене савете у својим спољним односима.
Када је 1926. умро Уген Вангчук, наследио га је његов син Џигме Вангчук. После независности Индије од Велике Британије, 15. августа 1947, Бутан је био једна од првих земаља које су признале Индију. Године 1949, Индија и Бутан су потписали Уговор о миру и пријатељству сличан оном из 1910. године, који је предвидео да се Индија неће мешати у унутрашње ствари Бутана, али ће водити његову спољну политику
На бутански престо 1952. године долази Џигме Дорџи Вангчук. Бутан је полако почео да излази из своје изолације и започео је програм планираног развоја. Краљ Џигме Дорџи Вангчук донео је 1953. године закон о конституисању Народне скупштине која је имала 130 места. Вангчук је 1965. основао краљевски народни савет, а 1968. године је формирао кабинет министра. Бутан је постао члан Уједињених нација 1971. године, након што је три године имао статус посматрача.
Џигме Синге Вангчук је у јулу 1972. године наследио престо од свог оца Џигме Дорџи Вангчука када је имао само 16 година. Он је акценат ставио на модерно образовање, децентрализацију управљања, развој хидроелектрицитета и туризма, и побољшања у руралном развоју. Можда међународно најпознатији је постао по својој свеобухватној развојној филозофији „бруто националне среће”. Она препознаје да развој има много димензија и да сами економски циљеви нису довољни.

### Етнички конфликт
Деведесетих година 20. века Бутан је протерао скоро једну петину свог становништва под изговором „очувања своје тибетанске будистичке Махајана културе и идентитета”, тврдећи да су протерани били илегални становници. Одлука је била мотивисана забринутошћу да ће брзо растућа непалска хинду мањина преузети земљу, као што су слични догађаји довели до колапса у оближњем краљевству Сиким 1975. године. Непалци су наводно били изложени малтретирању и хапшењу. Према подацима УНХЦР-а из 2008. године, више од 107.000 избеглица, живи у седам кампова у источном Непалу. После много година у избегличким камповима, многи становници су сада као избеглице отишле у Канаду, Норвешку, САД, Уједињеном Краљевству и Аустралији. САД је признала 60.773 избеглица у периоду од 2008. до 2012. године.
Влада не даје држављанство бутанским избеглицама, тако да су већина њих постали избеглице без држављанства. Превелике бирократске препреке су коришћене да би их омеле од добијања личне карте и гласачких права. Политичке странке које заступају избеглице су нерегистроване или забрањене. Штавише, многе су дефинисане као екстремне или терористичке групе. Групе за људска права, тврде да бутанска влада крши људска права захтевајући од свих грађана, укључујући и припаднике националних мањина, да носе на јавним местима традиционалну хаљину коју носи већински део народа. Влада стриктно примењује тај закон у будистичким верским објектима, владиним канцеларијама, школама, званичним функцијама и јавним церемонијама.

### Операција све чисто
Током деведесетих година двадесетог века, индијске сепаратистичке групе Уједињени ослободилачки гронт Асом (УЛФА), Национални демократски фронт Бодоланда (НДФБ) и Ослободилачка организација Камптапур (КЛО) почеле су да постављају логоре у густим џунглама у јужном Бутану. У њима су обучавани терористи за нападе у Индији. Влада Бутана је већ 1996. године била свесна да су они присутни на њеној територији и редовно се расправљало о томе у Народној скупштини. Влада Индије је почела да врши дипломатски притисак на краљевску владу да уништи логоре и предлагала је заједничку акцију. Влада је желела да мирно реши ову ситуацију и почела је преговоре 1998. године. До децембра 2003. године, преговори нису успели да произведу било какав договор и краљевска влада више није желела њихово присуство и издала је 13. децембра 48-часовни ултиматум. Када је ултиматум истекао, 15. децембра краљевска бутанска армија је почела војне операције против милитантних група.
Под вођством краља Џигме Дорџи Вангчука у Операцији све чисто војска и полиција са 6.000 људи, напала је око 3.000 терориста који су се налазили у 30 логора. До 27. децембра 2003. године, свих 30 логора било је уништено. Војска Бутана је запленила више од 500 АК 47/56 аутоматске пушке и 500 других оружја, укључујући ракетне бацаче и минобацаче, заједно са више од 100.000 комада муниције. Такође је заплељено и оружје противваздухопловне одбране.
До 3. јануара 2004. свих 30 терористичких логора и додатних 35 осматрачница су уништени, а терористи протерани. Убијено је или заробљено око 485 терориста. Заробљени терористи су предати влади Индије. Бутанци су имали 11 убијених и 35 рањених војника.

### Политичке реформе
За време владавине краља Џигме Синге Вангчука уведене су значајне политичке реформе. Једна од њих је пренос већине административних овлашћења на Савет министара и омогућаваље разрешење краља ако постоји двотрећинска већина у Народној скупштини.
Године 1999, влада је укинула забрану која се односила на телевизију и интернет. У свом говору, краљ је рекао да је телевизија била главни корак ка модернизацији Бутана, и да је дала велики допринос у повећању бруто националне среће. Међутим, истовремено је упозорио да би „злоупотреба“ телевизије могла угрозити традиционалне бутанске вредности.
Нови устав је представљен почетком 2005. године. Задовољан транзицијским процесом демократизације Бутана, у децембру 2005. године, Џигме Синге Вангчук је најавио да ће абдицирати у корист свога сина, што је и учинио 14. децембра 2006. године. Ово је било праћено првим националним парламентарним изборима у децембру 2007. и марту 2008. године. Наследио га је 28-годишњи Џигме Хесар Намгјел Вангчук који је крунисан за краља 28. новембра 2006. године.
Млади краљ је владавину почео демократизацијом државе. Као председавајући Народне скупштине повео је питање о изборним законима, реформама земљишта и другим важним питањима. Он је навео да је одговорност ове генерације Бутанаца да се осигура успех демократије. Путовао широм земље да подстакне учешће младих у демократизацији Бутана, говорећи углавном младима о потреби Бутанаца да се залажу за веће стандарде у образовању, у послу, јавној служби и потреби људи у малим земљама да раде напорније од других.

## Становништво
У Бутану можемо издвојити неколико етничких група. Нгалопи живе у западном делу земље и њихова култура је тесно повезано са Тибетом. Шарчопи живе претежно у источном Бутану и практикују тибетански будизам. У Бутану живи и трећа велика група, Лоцампа који су хетерогена група углавном непалског порекла. Сматра се да су према попису из 1988. године они представљали 45% становништва Бутана. Осамдесетих година дошло је до рата због борбе „за право на пребивалиште, језик и облачење.” Због тога је стотине хиљаде људи морало да напусти Бутан и нашло се у избегличким камповима у Непалу без држављанства. У модерним временима, са побољшањем саобраћајне инфраструктуре, било је много бракова између ових група, али је након рата осамдесетих година то много ређе.
У високим планинама северозападног Бутана у селу Лаја живи аутохотон народ Лајапи. Захваљујући тибетанском утицају, Лајапи практикују мешавину Бона (тибетанска традиционална религија) и тибетанског будизма. Према легенди, село Лаја је место где је Нгаванг Намгијал, оснивач Бутана, први пут ушао у земљу.
Стопа писмености у Бутану је 59,5%. Земља има средњу старост 24,8 година, животни век је 62,2 година (61 за мушкарце и 64,5 за жене), а на сваких 1070 мушкараца иде 1000 жена.

### Религија
Религија у Бутану
(2010)
Процењује се да су између две трећине и три четвртине становништва припадници вађрајана будизма, што је уједно и државна религија. Отприлике једна четвртина до једне трећине су следбеници хиндуизма. Друге религије чине мање од 1% становништва. Постојећи правни оквир, у принципу гарантује слободу вероисповести. Прозелитизам је забрањен одлуком краљевске владе и Уставом.
Будизам се на овим просторима појављује у седмом веку. Тибетански краљ Сонгтсен Гампо (владао 627–649) наредио је да се направе два будистичка храма у области Бумтанг у централном Бутану и други у близини места Паро у западном Бутану.

### Језици
Национални језик Бутана џонгка, један је од 53 језика у породици тибетанских језика. Џонгка језик користи писмо које се назива Чокеј, које је идентично као тибетанско. У Бутану се говори 24 језика и сви припадају тибетско-бурманским језицима, осим непалског који припада групи индо-аријских језика. До осамдесетих година 20. века, влада је финансирала наставу на непалском језику у школама у јужном Бутану. Међутим, након оружаног устанка на југу, непалски је избачен из наставног плана и програма. Непалским језиком по подацима из осамдесетих година, говорило је око 30% становништва. Неки од језика нису довољно познати лингвистима.

### Најважнији градови
Главни, а уједно и највећи град је Тимбу. Уз Пјонгјанг то је једини главни град без семафора, а саобраћај регулишу полицајци који су стационирани у кућицама који су декорисани у традиционалном стилу.
 Други по величини град је Пхунчолинг који се налази на само 293 метара надморске висине на граници са Индијом. У граду Паро налази се Аеродром Паро, једини међународни аеродром у Бутану. Пунака је стара престоница Бутана и седиште владе до 1955. године.
У табели је број становника према према последњем попису из 2017. године.

## Државни симболи
Застава Бутана састоји се од белог змаја на црвеној и наранџастој подлози. Застава је подељена дијагоналом из доњег левог угла на два троугла. Горњи троугао је жут а доњи наранџаст. Змај је смештен на граничну линију, окренут ка доњем углу. Ова застава са мањим изменама се користи од 19. века, а свој садашњи облик добила је 1960. године. Змај приказан на застави је Пијани змај или Змај гром који представља локално име Бутана, земља Змаја. Змај има драгуље у својим канџама што представља богатство. Жута боја представља секуларну монархију а наранжаста будизам.
Грб Бутана састоји се од круга унутар којег се налазе многи будистички симболи попут лотоса, драгог камења и златних змајева. Стилизоване муње у амблему симбол су хармоније између световне и религијске снаге, лотос је симбол чистоће, драги камен представља снагу и моћ владара. Присутне боје у амблему су златна, црвена и ружичаста.

Назив химне је композиција У земљи грома змајевог краљевства:
У земљи грома змајевог краљевства где расту чемпреси
уточиште од религиозног живота и славне традиције грађанског живота
нашао је краљ змаја, славни монарх,
чије је постојање вечно, а његова владавина величанствена
учи нас напредовању и води ка просветљењу
нека сија као Сунце мира и среће.

## Политика
Политички систем Бутана развио из апсолутне монархије у уставну монархију. Мањине су све више заступљеније у влади Бутана, укључујући кабинет, парламент и локалну управу.
Краљ Бутана је шеф државе. Носи титулу (Druk Gyalpo), што се преводи као Краљ Змаја. Владајући монарх је Џигме Хесар Намгјел Вангчук. Позиција је наследна, али се краљ повлачи са 65 година. Краљева владавина може бити прекинута двотрећинском већином гласова из законодавног тела и референдума где је потребна обична већина у свих двадесет округа земље. Најближи краљев саветник је Џе Кхенпо (Je Khenpo који је највиши верски поглавар у Бутану. Он води комисију за монашка питања.
Премијер Бутана је признат као шеф владе. Политичка партија која има већину места у Народној скупштини добија могућност да именује премијера. Премијер председава саветом министара (Lhengye Zhungtshog) који је установљен 1999. године. Тренутно има 10 министара Бутана који су задужени за разна министарства и одељења. Савет министара има мандат да планира и координира политику државе и надгледа њихову имплементацију, наглашава циљеве деловања државе и издваја ресурсе потребне за њихово остваривање и представља Краљевство на националном и глобалном нивоу. Савет саветује краља. Краљ може тражити савет од премијера и савета министара, посебно о међународним питањима. Тренутни премијер Бутана је Лотај Черинг, који је заменио Шеринг Тобгаја који је ту функцију обављао од 2013 до 2018. године.
У Уставу Бутана из 2008. године прописано је да се законодавна власт бира путем општег бирачког права. Законодавство земље има горњи дом (Национални савет) и доњи дом (Народну скупштину). Национални савет се састоји од 25 изабраних чланова, а Народна скупштина са 47 изабраних посланика из политичких партија. Парламент земље задржава моћ да доноси законе и држи краља и министре под контролом. Чланови оба дома имају мандат пет година након чега се организују избори.
Избори се одржавају у два круга. У првом кругу све странке се такмиче у 20 џонгхага (административне и судске области у Бутан). Две странке са највећим бројем гласова пролазе у други круг, у коме се боре за 47 посланичка места у Народној скупштини Бутана. На изборима одржаним 2008. године победила је Партија мира и напретка са убедљиво освојених 45 мандата. На 2013. године Партија мира и напретка освојила је 17 мандата, док је победила Народна демократска партија. На последњим изборима одржаним 2018. године највише мандата освојила је Уједињена бутанска партија (30 мандата), а друга је била Партија мира и напретка. Владајућа Народна демократска партија није прошла у други круг и остала је први пут без места у Народној скупштини.

### Спољни послови
Бутан одржава јаке економске, војне и стратешке односе са суседном Индијом. Бутан и Индија потписале су 2007. нови споразум који је дозволио Бутану да има контролу над својим спољашњим односима. Он је заменио споразум потписан 1949. године. Влада Бутана одлучује о свим спољашњим питањима, укључујући и она у којима Индија има витални интерес, као што је бутанска граница са Кином. Овим споразумом потврђен је статус Бутана као сувереној и независној нацији.
Бутан има дипломатске односе са 52 државе и Европском унијом. Има представништва у Индији, Бангладешу, Тајланду и Кувајту, има два представника УН, једног у Њујорку и једног у Женеви. Само Индија и Бангладеш имају амбасаде у Бутану, док Тајланд има конзулат у Бутану. Државе попут Сједињених Америчких Држава и Велике Британије, немају формалних дипломатских односа са Бутаном, али одржавају неформални контакт преко њихових амбасада у Њу Делхију и Бутанског почасног конзулата у Вашингтону. Уједињено Краљевство има почасног конзула у Тимбуу. Друге земље одржавају дипломатски неформални контакт преко својих амбасада у Њу Делхију.
Бутан има веома срдачне односе са Јапаном, који пружа значајну развојну помоћ. Јапанска царска породица угостила је краљевску породицу Бутана током државне посете 2011. године. Јапан такође помаже Бутану да се носи са глацијалним поплавама кроз развој система раног упозорења. Бутан има јаке политичке и дипломатске односе са Бангладешом. Бутански краљ је био почасни гост током прославе 40. годишњице независности Бангладеша.  У заједничкој изјави премијера обе земље из 2014. године најављена је сарадња у областима хидроенергије, управљања рекама и ублажавања климатских промена. Бангладеш и Бутан су 2020. потписали споразум о преференцијалној трговини са одредбама о слободној трговини.
Индијски и бутански држављани могу путовати у земље међусобно, без пасоша или визе, само уз личну карту. Грађани Бутана такође могу радити у Индији без правног ограничења. Бутан нема формалне дипломатске односе са својим северним суседом Народном Републиком Кином, мада се размена посета на разним нивоима између две државе значајно повећала у последње време. Први билатерални споразум између Кине и Бутана је потписан 1998. године, а Бутан такође има почасне конзулате у кинеским зависним територијама Макау и Хонгконгу. Бутанска граница са Кином је у великој мери неразграничена и спорна у неким местима. Око 269 km² и даље је предмет дискусије између Кине и Бутана.
Дана 13. новембра 2005, кинески војници прешли су у спорне територије између Кине и Бутана, и почеле изградњу путева и мостова. Бутански министар спољних послова Канду Вангчук се обратио кинеским властима након што је то питање покренуто у бутанском парламенту. У одговору, портпарол Министарства спољних послова Народне Републике Кине Ђин Ганг рекао је да граница остаје у спору и да две стране настављају да раде на мирном и срдачном решавању спора, негирајући да је присуство војника у тој области било покушај насилне окупације.

### Војска
Оружане снаге Бутана чини Краљевска бутанска армија која је одговорна за очување суверенитета и територијалног интегритета земље. Врховни командант војске је краљ Бутана. Део краљевске бутанске армије чине и краљеви телохранитељи, елитни део оружаних снага одговорних за безбедност краља, краљевске породице и других важних личности у држави. Чланство је добровољно и минимална старосна граница за регрутацију је 18 година. Обичај је, али не и обавеза да из сваке породице бар један син служи у војсци. Стајаћа војска броји око 16.000 и обучена је од стране индијске војске. Има годишњи буџет од око 13,7 милиона долара (1,8% БДП-а). Бутан је континентална земља, и нема морнарицу, а такође нема ни ваздухопловне снаге. Војска се ослања на индијско ваздухопловство. У ванредним ситуацијама и Краљевска полиција Бутана помаже војсци у одржавању реда и закона.

## Административна подела
Бутан је подељен на четири административне зоне. Свака зона је подељена на области. Бутан има 20 округа. Веће области су даље подељене на мање области (дунгхаг). На најнижем нивоу, група села стварају мале административне јединице (гевог) којима управља гуп, кога је изабрао народ.
| Области у Краљевини Бутан | Области у Краљевини Бутан | Области у Краљевини Бутан | Области у Краљевини Бутан | Области у Краљевини Бутан | Области у Краљевини Бутан |
| Џонгхаг (област)          | Џонгка назив              | Бр. стан. (2017)          | Џонгхаг (област)          | Џонгка назив              | Бр. стан. (2017)          |
| ------------------------- | ------------------------- | ------------------------- | ------------------------- | ------------------------- | ------------------------- |
| 1. Бумтанг                | བུམ་ཐང་རྫོང་ཁག་              | 17.820                    | 11. Самдруп Џонгкар       | བསམ་གྲུབ་ལྗོངས་མཁར་རྫོང་ཁག་     | 35.079                    |
| 2. Чукха                  | ཆུ་ཁ་རྫོང་ཁག་                | 68.966                    | 12. Самце                 | བསམ་རྩེ་རྫོང་ཁག་              | 62.590                    |
| 3. Дагана                 | དར་དཀར་ན་རྫོང་ཁག་           | 24.965                    | 13. Сарпанг               | གསར་སྤང་རྫོང་ཁག་             | 46.004                    |
| 4. Гаса                   | མགར་ས་རྫོང་ཁག་              | 3.952                     | 14. Тимбу                 | ཐིམ་ཕུ་རྫོང་ཁག་               | 138.736                   |
| 5. Ха                     | ཧཱ་རྫོང་ཁག་                  | 13.655                    | 15. Трашиганг             | བཀྲ་ཤིས་སྒང་རྫོང་ཁག་           | 45.518                    |
| 6. Лунце                  | ལྷུན་རྩེ་རྫོང་ཁག་               | 14.437                    | 16. Трашијанце            | བཀྲ་ཤིས་གཡང་རྩེ་རྫོང་ཁག་        | 17.300                    |
| 7. Монгар                 | མོང་སྒར་རྫོང་ཁག་              | 37.150                    | 17. Тронгса               | ཀྲོང་གསར་རྫོང་ཁག་             | 19.960                    |
| 8. Паро                   | སྤ་རོ་རྫོང་ཁག་                | 46.316                    | 18. Циранг                | རྩི་རང་རྫོང་ཁག་               | 22.376                    |
| 9. Пемагацел              | པད་མ་དགའ་ཚལ་རྫོང་ཁག་        | 23.632                    | 19. Вангдуе Подранг       | དབང་འདུས་ཕོ་བྲང་རྫོང་ཁག་       | 42.186                    |
| 10. Пунакха               | སྤུ་ན་ཁ་རྫོང་ཁག་              | 28.740                    | 20. Шемганг               | གཞམས་སྒང་རྫོང་ཁག་            | 17.763                    |

## Привреда
Бутанска валута је Нгултрум, чија вредност је фиксирана према Индијској рупији. Рупија је такође прихваћена као законско средство плаћања у земљи.
И ако је Бутанска економија једна од најмањих на свету, нагло је порастла у последњих неколико година, од осам процената 2005. до 14% 2006. године. Бутан је 2007. је имао другу по реду најбрже растућу економију на свету, са годишњом стопом економског раста од 22,4%. То је углавном због пуштања у рад Хидроелектране Тал. Од 2012. године приход по глави становника је 2.420 долара.
Привреда Бутана се заснива на пољопривреди, шумарству, туризму и продаји хидроелектричне енергије у Индију. Пољопривреда је главна грана привреде за 55,4% становништва. Велика пажња се посвећује рукотворинама, посебно ткање и израда религиозне уметности. Недостатак приступа мору, значио је да Бутан није био у могућности да значајно тргује својим производима. Бутан нема железнице, мада индијске железнице планирају да се повежу са јужним Бутаном у складу са споразумом који је потписан у јануару 2005. године. Бутан и Индија потписале су 2008. споразум о слободној трговини, што је додатно повећало бутански увоз и извоз на трећим тржиштима преко Индије без царина. Бутан је до 1960. године имао трговинске односе са Тибетом, када је затворио границу са Кином, након прилива избеглица.
Индустријски сектор је у повоју, а иако већина производња долази из домаће радиности, подстиче се и индустријска производња. Индустрија обухвата производњу цемента, производе од дрвета, прераду воћа, алкохолних пића и калцијум-карбида. Већина развојних пројеката, као што је изградња путева, ослања се на индијски уговор о раду. У Бутану је примећен раст у сектору технологије, у областима као што су зелена технологија и потрошачког интернета (Електронско пословање)
Приходи од преко 100.000 бутанских нгултрума годишње се опорезују, али веома мали број људи успева да заради годишње толико новца. Стопа инфлације Бутана је процењена на око три посто у 2003. години. Бутан има бруто друштвени производ од око 2,913 милијарди долара што их ставља на 162. месту по величини економија у свету. Приход по глави становника је око 1.400 долара што их рангира на 124. место у свету. Владини приходи су укупно 272 милиона, а расходи 350 милиона долара. Међутим 60% бутанских расхода финансира Министарство спољних послова Индије. Бутан извози струју, кардамон, гипс, дрво, рукотворине, цемент, воће, зачине и драго камење, укупно 128 милиона долара. Увоз, међутим износи 164 милиона долара што доводи до дефицита. Главне ставке обухватају увозна горива и мазива, жито, машине, возила, тканине и пиринач. Главни извозни партнер Бутана према подацима из 2012. године су Индија, која увози 93,69% производа из Бутана и Бангладеш 4,12%. Пошто је њена граница са Тибетом затворена, трговина између Кине и Бутана сада готово да не постоји. Бутан увози највише из Индије (78,80%), Јужне Кореје (3,12%), Кине (2,51%), Јапана (2,37%) и Аустрије (1,77%).

### Пољопривреда
Удео пољопривредног сектора у Бруто домаћем производу, смањена је са око 55% колико је било 1985. године, на 33% 2003. године. Упркос томе, пољопривреда остаје примарни извор средстава за живот за већину становништва. Влада је 2013. године најавила да ће Бутан постати прва земља у свету са 100% органске пољопривреде.
Главни усеви који се узгајају у Бутану су кукуруз и пиринач. Кукуруз чини 49% укупног домаћег узгоја житарица, а пиринач 43%. Пиринач је главна култура и узгаја се у свим регионима где је доступно наводњавање. Осим пиринча, на овим просторима се узгајају и друге културе попут попут пшенице, јечма, биљног уља, кромпира и различитог поврћа. Кукуруз се углавном узгаја у сушним регионима на нижим надморским висинама. Бутански црвени пиринач је најпознатији пољопривредни извозни производ, који долази до тржишта у Северној Америци и Европи. Бангладеш је највеће тржиште бутанских јабука и поморанџи.

### Саобраћај и транспорт

#### Ваздушни саобраћај
Аеродром Паро је једини међународни аеродром у Бутану, а налази се 6 km од града Паро у долини истоимене реке на 2.237 m надморске висине. Због околних врхова високих 5.500 м аеродром Паро се сматра једном од најзахтевнијих на свету. Довољно говори чињеница да је до октобра 2009. године само осам пилота било лиценцирано за слетање на овај аеродром.Ваздушни саобраћај на аеродрому је дозвољен само у добрим визуелним и метеоролошким условима те у времену од изласка до заласка сунца.  Осим аеродрома Паро, у Бутану постоје и аеродроми Бартхпалатханг и Јонгпхула који служе за домаће летове.

#### Железнички саобраћај
Бутан нема железницу, иако је склопљен споразум са Индијом да се повеже јужни Бутан са Индијом изградњом пруге у дужине од 18 km. Пруга би ишла од села Хасимара у Западном Бенгалу до села Торибари у Бутану.

#### Друмски саобраћај
Источно-западни коридор повезује Пхунчолинг на југозападу и Трашиганг на истоку земље. Пут пролази кроз Вангди-Пходранг, Тронгсу и друга важна места. Пут повезује главни град Тимбу са другим већим градовима, са Паром и Пунаком. Као и остали путеви у Бутану, тако и коловоз на источно-западном коридору није у најбољем стању због обилних киша и клизишта.

### Туризам
Туризам у Бутану је почео 1974. године, када је влада Бутана, у настојању да прикупи приходе и да промовише јединствену културу и традицију Бутана у спољном свету, отворила своју изоловану земљу за странце. Uкупно 287 туриста посетило је Краљевину Бутан 1974. године. Број туриста порастао је на 1992. године на 2.850, а већ 1999. године број је порастао на 7.158. До касних 1980-их, туризам је допринео преко 2 милиона америчких долара годишњег прихода.
Током 2017. године Бутан је посетило више од 250.000 људи што је највећи број до сада. Највећи број туриста долази из Азије и Пацифика, посебно из Индије, Тајланда, Вијетнама, Филипина, Аустралије, Јапана, Кине, Сингапура, Бангладеша, Малезије, Малдива и Јужне Кореје. Порастао је и број са запада, посебно из Сједињених Америчких Држава, Уједињеног Краљевства, Немачке и Француске.
| Број | Држава               | 2013   | 2015   | 2016   |
| ---- | -------------------- | ------ | ------ | ------ |
| 1    | Индија               | 11.550 | 25,.80 | 56.210 |
| 2    | Бангладеш            | 7.997  | 12.100 | 15.202 |
| 3    | Малдиви              | 4.000  | 7.000  | 10.000 |
| 4    | Кина                 | 4.000  | 7.399  | 7.298  |
| 5    | Сједињене Државе     | 6.997  | 7.137  | 7.292  |
| 6    | Јапан                | 4.035  | 2.437  | 4.833  |
| 7    | Тајланд              | 3.527  | 3.778  | 4.177  |
| 8    | Уједињено Краљевство | 2.309  | 2.958  | 3.124  |
| 9    | Сингапур             | 2.051  | 2.587  | 3.015  |
| 10   | Њемачка              | 2.770  | 2.498  | 2.297  |
| 11   | Малезија             | 2.054  | 1.546  | 1.967  |
| 12   | Аустралија           | 2.062  | 1.833  | 1.818  |
| 13   | Француска            | 1.572  | 1.563  | 1.501  |

## Култура
Бутан има богато и јединствено културно наслеђе које је углавном остало нетакнуто због своје изолованости од остатка света до средине 20. века. Једна од главних атракција за туристе је култура и традиција земље. Бутанска традиција је дубоко огрезла у свом будистичком наслеђу. Хиндуизам је друга најдоминантнија религија у Бутану, а највише је заступљена у јужним регионима. Влада све више улаже напоре да очува и одржи садашњу културу и традицију земље. Због свог углавном нетакнутог природног окружења и културног наслеђа, Бутан је назван „Последњи Шангри-Ла”.
Док грађани Бутана могу слободно да путују у иностранство, многи странци сматрају Бутан неприступачним. Разлог зашто је то непопуларна дестинација је цена, која је висока за туристе са мањим буџетима. Улаз је бесплатан за држављане Индије, Бангладеша и Малдива, али сви остали странци морају да се пријаве код бутанског туроператора и плате око 250 долара дневно за боравак у земљи. Бутан је 2011. године примио 37.482 посетиоца, од којих је 25% било оних који су дошли на састанке, конференције и изложбе.
Бутан је био прва нација на свету која је забранила дуван. Било је незаконито пушити у јавности или продавати дуван, према Закону о контроли дувана из Бутана из 2010. године прекршитељи се кажњавају новчаном казном у износу од 232 долара — месечне плате у Бутану. Године 2021. ово је поништено новим Законом о контроли дувана из 2021. како би се омогућио увоз и продаја дуванских производа и како би се сузбио прекогранични шверц дуванских производа током пандемије.

### Архитектура
Бутанска архитектура остаје изразито традиционална, користећи набијену земљу и методе градње од плетера, зидање камена и замршену столарију око прозора и кровова. Традиционална архитектура не користи ексере или гвоздене шипке у грађевинарству. Карактеристика региона је врста тврђаве замка позната као дзонг. Од давнина, они су служили као верски и световни административни центри за своје округе.

### Музика и плес
Плес маски уз бубњеве као што је плес Чам уобичајени су на традиционалним фестивалима, обично праћени традиционалном музиком. На овим догађајима плесачи приказују хероје, демоне,  мртве главе животиња, богове и карикатуре обичних људи носећи шарене дрвене или композитне маске за лице и стилизоване костиме. Плесачи уживају краљевско покровитељство, чувају древне народне и верске обичаје и одржавају древну традицију и уметност прављења маски.
Плес маски уз бубњеве у Драмеци је свети плес који се изводи током фестивала у част Падмасамбхаве, будистичког гуруа из 8. века, у селу Драмеца на истоку Бутана. Фестивал се организује два пута годишње, петог и десетог месеца бутанског календара, у манастиу Чоелинг Огиен Тегчок Намдроел. У изведби плеса учествује шеснаест маскираних мушких плесача и десет музичара. Плесачи носе монашке одежде и дрвене маске са цртежима животиња, како стварних, тако и митских. Музичари свирају „чинеле, трубе и бубњеве, укључујући банг нга, велики цилиндрични бубањ, лаг нга, мали ручни кружни равни бубањ и нга чен, бубањ који се удара савијеним штапом“. Прво изводе молитвени плес у соелдеп чам, главном светилишту, пре него што се један по један појаве у дворишту манастира. Плес се састоји из два дела: мирног, контемплативног дела који представља мирна божанства и брзог, атлетског дела за оне љуте. Представе плеса изводе се скоро пет векова. Крајем деветнаестог века, плес је почео да се шири и на друге делове Бутана. Данас се приближава томе да буде нешто попут националног плеса за земљу, и представља идентитет бутанске нације. Плес је УНЕСКО уписао на Репрезентативну листу нематеријалне културне баштине човечанства 2008. године.
Музика Бутана се генерално може поделити на традиционалну и модерну варијанту. Традиционална музика обухвата религиозне и народне жанрове, међу којима су жунгдра и боедра. Модерни жанр ригсар се свира на мешавини традиционалних инструмената и електронских клавијатура, а датира из раних деведесетих година прошлог века. Показује утицај индијске популарне музике, хибридне форме традиционалних и западних популарних утицаја.

### Државни празници
Бутан има бројне државне празнике, од којих се већина поклапа са традиционалним, сезонским, секуларним или верским фестивалима. Они укључују краткодневницу (око 1. јануара у зависности од лунарног календара), Лунарну нову годину (фебруар или март), краљев рођендан и годишњицу његовог крунисања, званични завршетак сезоне монсуна (22. децембар), Дан државности (17. децембар) и разне будистичке и хиндуистичке прославе.

### Породица
У бутанским породицама, наслеђе углавном прелази по женској, а не мушкој линији. Ћерке наслеђују родитељску кућу. Од мушкарца се очекује да се сам снађе у свету и често се сели у дом своје жене. Бракови из љубави су чешћи у урбаним срединама, али је традиција склапања уговорених бракова међу познатим породицама и даље присутна у већини руралних средина. Иако неуобичајена, полигамија је прихваћена, често као средство за задржавање имовине у затвореној породичној јединици, а не за њено распарчавање.

### Кухиња
Пиринач (црвени пиринач), хељда и све више кукуруза су главни производи бутанске кухиње. Локална исхрана такође укључује свињетину, говедину, месо јака, пилетину и јагњетину. Припремају се супе и чорбе од меса и сушеног поврћа зачињене чилијем и сиром. Ема даци је једно од најпознатијих јела Бутанске кухиње, признато као национално јело Бутана. Направљен је од чилија и сира. Млечна храна, посебно путер и сир од јака и крава, такође су популарни, и заиста се скоро сво млеко претвара у путер и сир. Популарна пића укључују чај од путера, црни чај, локално пиће ара (пиринчано вино) и пиво.

## Образовање
Историјски гледано, образовање у Бутану је било монашко, а секуларно школско образовање за општу популацију уведено је шездесетих година прошлог века. Планински пејзаж представља препреке у функционисању образовања у Бутану. Данас Бутан има два децентрализована универзитета са једанаест конститутивних факултета распоређених широм краљевства. То су Краљевски универзитет у Бутану и Универзитет медицинских наука Кхесар Гјалпо.
Од почетка модерног образовања у Бутану, наставници из Индије (посебно државе Керале) су служили у неким од најудаљенијих села Бутана. Тако су 43 пензионисана наставника који су служили најдуже лично позвана у Тимбу, током прославе Дана учитеља 2018. године, где им је одао почаст и индивидуалну захвалност лично краљ Џигме Хесар Намгјел Вангчук. Тренутно у школама широм Бутана има 121 наставника из Индије.

## Спорт
Национални спорт Бутана је стреличарство, а такмичења се одржавају редовно у већини села. Разликује се од олимпијских стандарда у техничким детаљима, као што су постављање циљева и атмосфере. Постоје две мете смештенe преко 100 m и тимови пуцају са једног краја терена на други. Сваки члан тима пуца по две стреле у једној рунди. Стреличарство је друштвени догађај и такмичења се организују између села, градова и аматерских тимова.
Још један традиционални спорт је Дигор, који подсећа на бацање кугле. Крикет је стекао популарност у Бутану, поготово од увођења телевизијских канала из Индије. Репрезентација Бутана у крикету је једна од успешнијих земаља у региону.
Фудбал је такође све популарнији спорт. Фудбалска репрезентација Бутана играла је 2002. године против Монсерата меч као две најслабије рангиране екипе на свету, на исти дан када се на светском првенству играло финале Бразил - Немачка. Меч је одигран на националном стадиону Чанглимитанг, а Бутан је победио са 4:0. Утакмицу је судио енглески судија Стив Бенет. Документарни филм о овој утакмици под називом Друго финале урадио је холандски ражисер Јохан Крамер. Првенство Бутана у фудбалу се одржава од 1986. године, а лига броји 10 клубова.
Бутан се први пут појавио на Олимпијским играма 1984. године и од тада спортисти Бутана нису пропустили ниједне наредне Летње олимпијске игре. Представници Бутана нису освојили ниједну олимпијску медаљу. Једини спорт у којем су се такмичили на првих седам олимпијских игара је стреличарство, али су на олимпијским играма 2012. у Лондону први пут имали представника и у стрељаштву. На Олимпијским играма 2020. године поред стреличарства и стрељаштва, имали су представнике и у џудоу и пливању. На Зимске олимпијске игре Бутан никада није слао своје представнике.